# Processus zygomatique du maxillaire
Le processus zygomatique du maxillaire (ou apophyse pyramidale du maxillaire ou apophyse malaire du maxillaire ou apophyse zygomatique du maxillaire) est une éminence pyramidale triangulaire faisant saillie sur la face externe de l'os maxillaire.
Il présente trois faces et un sommet :
- une face antérieure ou génienne forme la face antérieure de l'os maxillaire,
- une face postérieure (ou zygomatique ou infra-temporale ou ptérygo-maxillaire) est concave et fait partie de la fosse infratemporale,
- une face supérieure (ou orbitaire),
- un sommet tronqué rugueux et dentelé qui forme la suture zygomatico-maxillaire avec le processus maxillaire de l'os zygomatique,
- une base qui occupe les trois quarts supérieurs de la face externe du maxillaire.